# Криворізький коледж Державного університету "Київський авіаційний інститут"
«Криворізький фаховий коледж» Державного університету «Київський авіаційний інститут» було засновано 1951 року. Навчальний процес у коледжі здійснюють 153 викладачів, з яких 15 кандидатів наук і доцентів, 43 викладачі-методисти та викладачі вищої категорії. Він складається з п'яти навчальних та лабораторних корпусів, навчальна практика проводиться на навчальній авіаційно-технічній базі, наземному радіополігоні. У коледжі є сучасна авіаційна техніка. Мається авіаційно-технологічна база. Туди щороку курсанти коледжу ходять на екскурсії, згодом, там проходить практика.
Виробничу практику курсанти проходять в авіаційних компаніях, на авіаційних заводах України та АНТК імені Антонова. Курсанти навчаються на кафедрі військової підготовки за шістьма військово-обліковими спеціальностями. По закінченні навчання їм присвоюється військове звання «Молодший лейтенант запасу». На базі клубу коледжу працюють духовий оркестр і танцювальний колектив. Адреса: м. Кривий Ріг, вул. Туполева, 1, 0671119654

## Історія
Коледж засновано в червні 1951 року на базі Криворізької льотної школи цивільного повітряного флоту постановою Ради Міністрів СРСР № 99-40с від 11 січня 1951 року.
12 червня 1951 року був підписаний наказ № 0202 начальника Головного Управління цивільного повітряного флоту про створення Криворізького авіаційного училища спецслужб цивільного повітряного флоту (КРАУСС ЦПФ). У вересні 1951 року проведено перший набір — 122 курсанти за двома спеціальностями: Технічна експлуатація електросвітло радіообладнання літаків та Технічна експлуатація авіаприладів літаків. Відкрито також заочне відділення. З 1 жовтня 1952 року організовані курси вдосконалення інженерного складу Аерофлоту (КВІНЖ).
У 1960 році вводиться в експлуатацію новий 4-х поверховий навчальний корпус, котельня, житловий будинок. В училищі розпочалася перепідготовка авіаційних спеціалістів. Першими були спеціалісти з Народної Республіки Болгарії та Німецької Демократичної Республіки. З вересня 1961 року набір курсантів збільшився до 320 чоловік.
Для практичної підготовки навчальна авіаційна технічна база поповнилась літаками Іл-12, Іл-14, Ан-2, Ту-104, Мі-4, Мі-8, Іл-18, Ан-10, Ан-24 та інші.
У 70-80 роки НАТБ училища поповнилася новою авіаційною технікою: Як-40, Ан-24, Ту-134, Ту-114, Ан-12, гелікоптерами різної модифікації. У зв'язку з виходом на трасу літаків Ту-154 та Як-40 зросло на них замовлення, а значить директивно збільшена чисельність курсантів до 600 чоловік. Училище було перейменовано в Криворізьке авіаційне технічне училище цивільної авіації (КРАТУ ЦА).
На початку 80-х років була розроблена концепція розвитку і вдосконалення навчального закладу. Відповідно до цієї програми було побудовано навчальний корпус на 1200 місць, два гуртожитки на 800 місць, корпус навчальної авіаційної технічної бази, 2 житлових будинки на 60 і 70 квартир, дитячий садок, спортивний зал; проведено реконструкцію котельні. Практично подвоїлись навчальні і виробничі площі. Придбані нові літаки Ту-154, Як-42, Ту-134 та комп'ютерна техніка. У 1991 році училищу присвоєно статус коледжу.
За 67 років свого існування навчальний заклад підготував для авіаційної галузі понад 22 тис. спеціалістів та майже 3 тис. спеціалістів для країн усього світу., та отримав I—II рівень акредитації. 2006-го року коледж став частиною Національного авіаційного університету.
Коледж був заснований 12 червня 1951 року на базі Криворізької авіаційної школи пілотів, яка була перебазована з Казахстану в 1945 році. Спочатку він мав назву Криворізьке авіаційне училище спецслужб цивільного повітряного флоту (КРАУСС ЦПФ). У вересні 1951 року відбувся перший набір — 122 курсанти за двома спеціальностями: експлуатація радіообладнання літаків та експлуатація авіаприладів і електрообладнання літаків

## Напрями підготовки та спеціальності
Денна форма навчання 
Молодший спеціаліст (повна загальна середня освіта). Термін навчання — 2 роки  10 місяців:
- 123 Комп'ютерна інженерія (Обслуговування комп'ютерних систем і мереж)
- 172 Телекомунікації та радіотехніка (Технічна експлуатація наземних засобів радіоелектронного забезпечення польотів)
- 275 Транспортні технології (повітряний транспорт) (Організація авіаційних перевезень)
- 272 Авіаційний транспорт (Технічне обслуговування повітряних суден і двигунів)
- 173 Авіоніка (Експлуатація авіаційних електрифікованих комплексів)

Молодший спеціаліст (базова загальна середня освіта). Термін навчання — 3 роки  10 місяців:
- 123 Комп'ютерна інженерія (Обслуговування комп'ютерних систем і мереж)

- 121 Інженерія програмного забезпечення (Розробка програмного забезпечення)

- 172 Телекомунікації та радіотехніка

- - (Технічна експлуатація наземних засобів радіоелектронного забезпечення польотів)
  - (Технічна експлуатація радіоелектронного устаткування повітряних суден)

- 275 Транспортні технології (повітряний транспорт) (Організація авіаційних перевезень)

- 272 Авіаційний транспорт

- - (Технічне обслуговування повітряних суден і двигунів)
  - (Технічне обслуговування засобів зберігання, транспортування та заправлення паливно—мастильними матеріалами

- 173 Авіоніка (Експлуатація авіаційних електрифікованих комплексів)

Бакалавр (освітньо-кваліфікаційний рівень: молодший спеціаліст). Термін навчання — 1 рік 10 місяців:
- 123 Комп'ютерна інженерія
- 141 Електроенергетика, електротехніка та електромеханіка
- 172 Телекомунікації та радіотехніка
- 272 Авіаційний транспорт

Заочна форма навчання
Молодший спеціаліст (повна загальна середня освіта). Термін навчання — 2 роки  10 місяців:
- 123 Комп'ютерна інженерія (Обслуговування комп'ютерних систем і мереж)
- 172 Телекомунікації та радіотехніка (Технічна експлуатація наземних засобів радіоелектронного забезпечення польотів)
- 275 Транспортні технології (повітряний транспорт) (Організація авіаційних перевезень)
- 272 Авіаційний транспорт (Технічне обслуговування повітряних суден і двигунів)
- 173 Авіоніка (Експлуатація авіаційних електрифікованих комплексів)

Бакалавр (освітньо-кваліфікаційний рівень: молодший спеціаліст). Термін навчання — 1 рік 10місяців:
- 123 Комп'ютерна інженерія
- 141 Електроенергетика, електротехніка та електромеханіка
- 172 Телекомунікації та радіотехніка
- 272 Авіаційний транспорт

Коледж здійснює набір іноземних студентів за всіма перерахованими спеціальностями, але тільки на контрактну форму навчання.

## Структура коледжу

### Адміністрація коледжу
- Начальник коледжу — Андрусевич Анатолій Олександрович
- Заступник начальника з навчально-методичної роботи — Даниліна Галина Володимирівна
- Заступник начальника з виховної роботи — Федосенко Юрій Іванович
- Заступник начальника з адміністративно-господарської діяльності — Нічосов Володимир Миколайович
- Завідувач виробничої(навчальної) практики — Бахарєв Андрій Олександрович

### Напрямки підготовки та спеціальності
Прийом до коледжу здійснюється на денну та заочну форму навчання за освітньо-кваліфікаційними рівнями:
Молодший спеціаліст
- Радіотехніка
- Авіоніка
- Транспортні технології
- Комп'ютерна інженерія
- Інженерія програмного забезпечення

Бакалавр
- Розробка програмного забезпечення
- Обслуговування комп'ютерних систем і мереж
- Технічна експлуатація радіоелектронного устаткування повітряних суден
- Технічна експлуатація наземних засобів радіоелектронного забезпечення польотів
- Експлуатація авіаційних електрифікованих комплексів
- Організація авіаційних перевезень
- Технічне обслуговування повітряних суден і двигунів
- Технічне обслуговування засобів збереження, транспортування та заправлення паливно-мастильними матеріалами

## Відділення «Загальноосвітня підготовка»
Завідувач відділення — Ковальчук Олена Леонідівна.
Кількість груп відділення на 1 вересня 2017 р. — 19, серед яких 10 — перший курс, 9 — другий курс.

## Навчальна авіаційно-технічна база
Для навчання студентів коледж береже власний парк літаків: Ту-154 (три літаки, один з яких, № 85131, відомий за першим радянським фільмом-катастрофою «Екіпаж»), Ту-134, Як-42, Ан-24, Ан-12, Ан-26, Як-40 (два літаки), Мі-8 (два гелікоптери), Ту-114 (Всього було побудовано 31 екземпляр серійних літаків ТУ-114. На цей час залишилося тільки 3 літаки: у Москві, Ульяновську і Кривому Розі).
Літаки зберігаються на території коледжу, проте, через задіяність у навчанні, доступ до них, зазвичай обмежений. Усі вони працюючі та зберегли традиційну синьо-білу ліврею Аерофлоту.

### Галерея

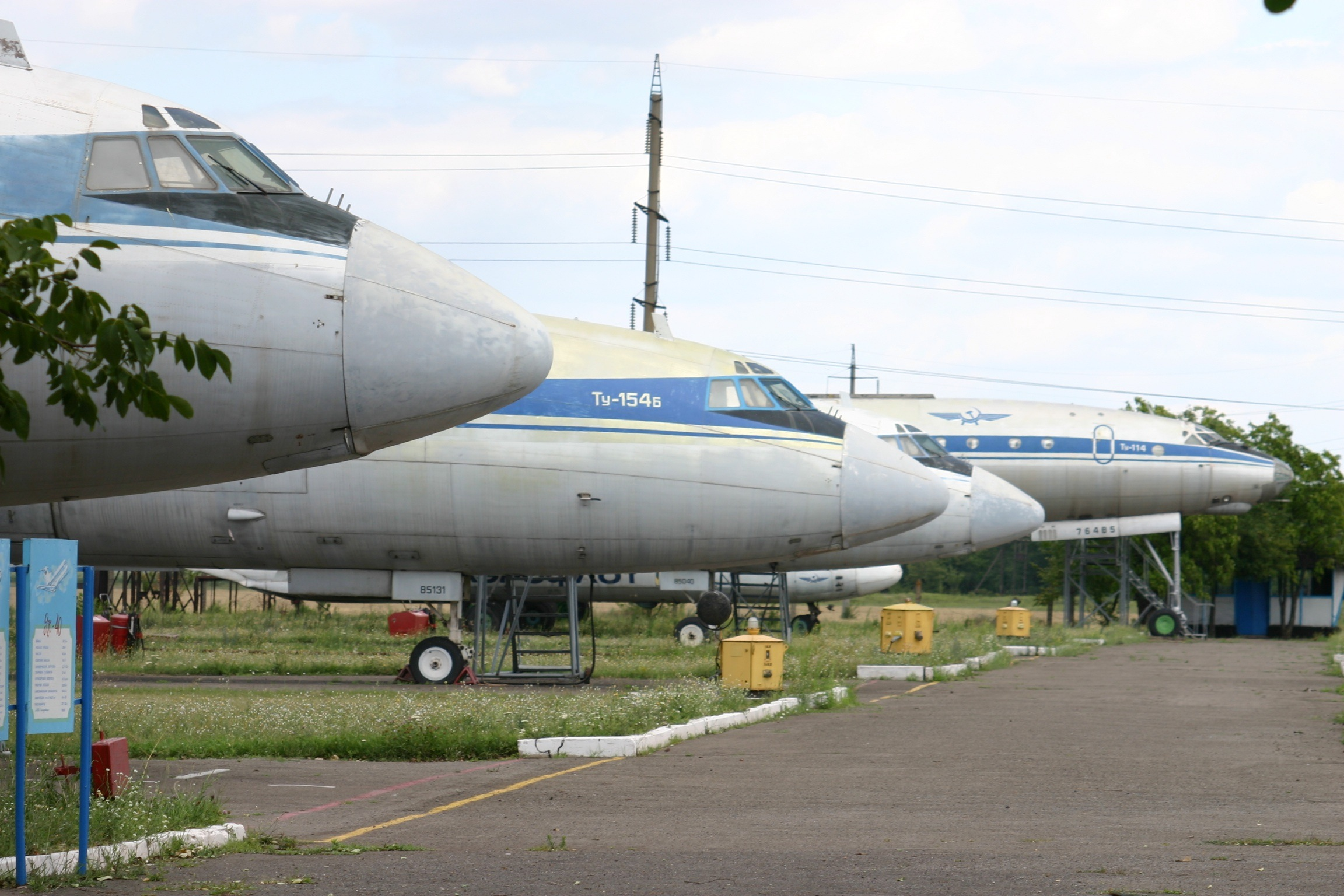
Експозиція літаків
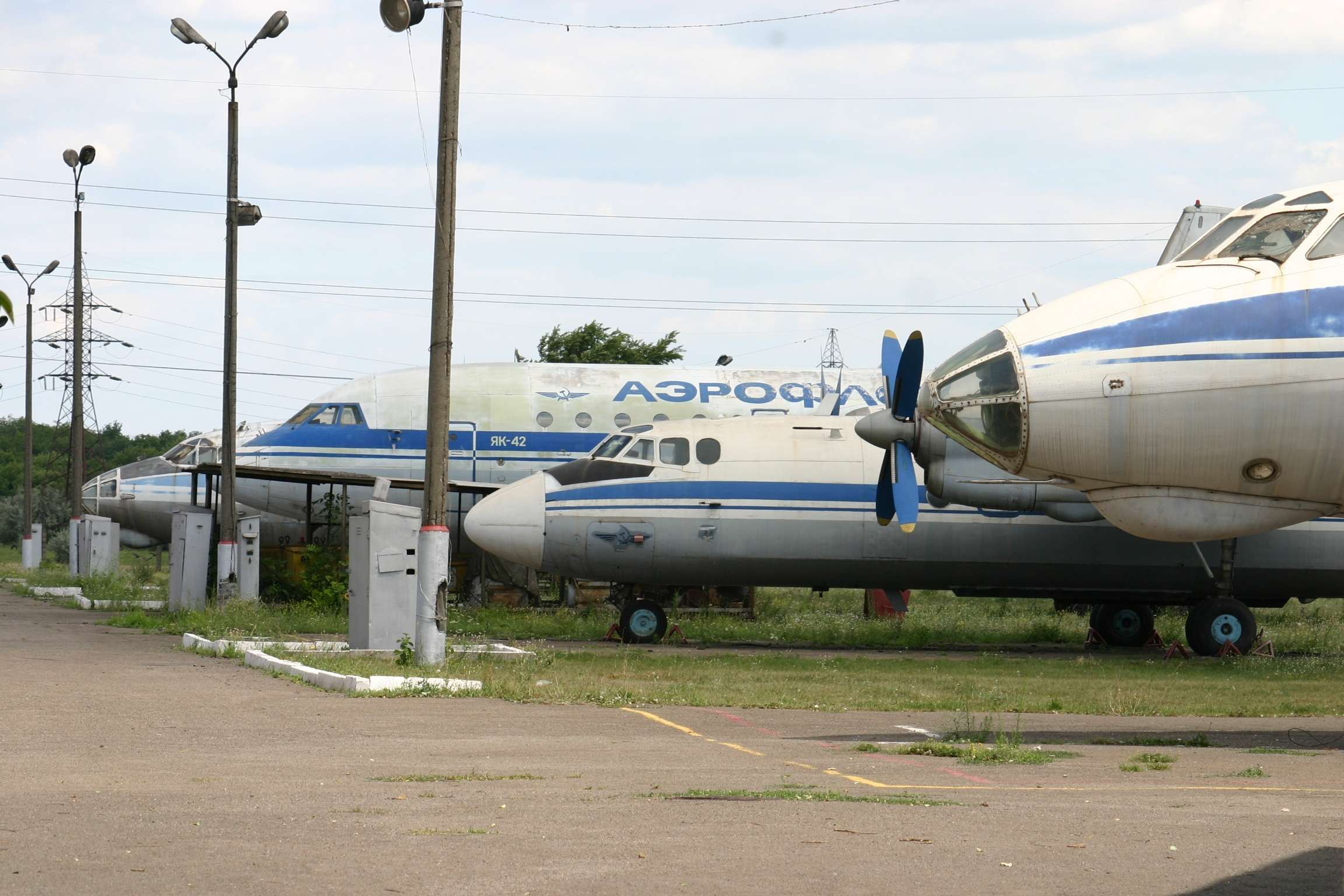
Експозиція літаків
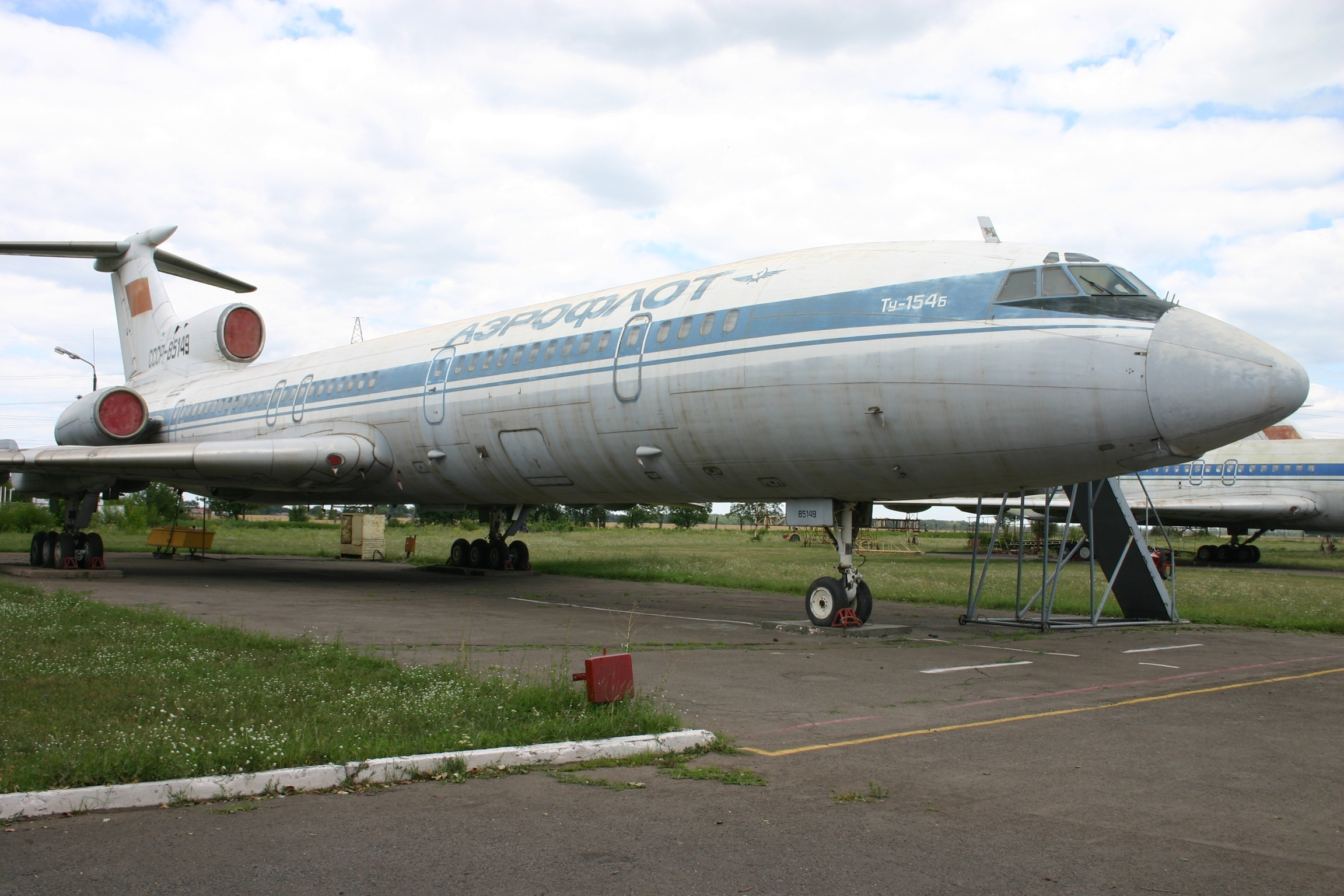
Ту-154
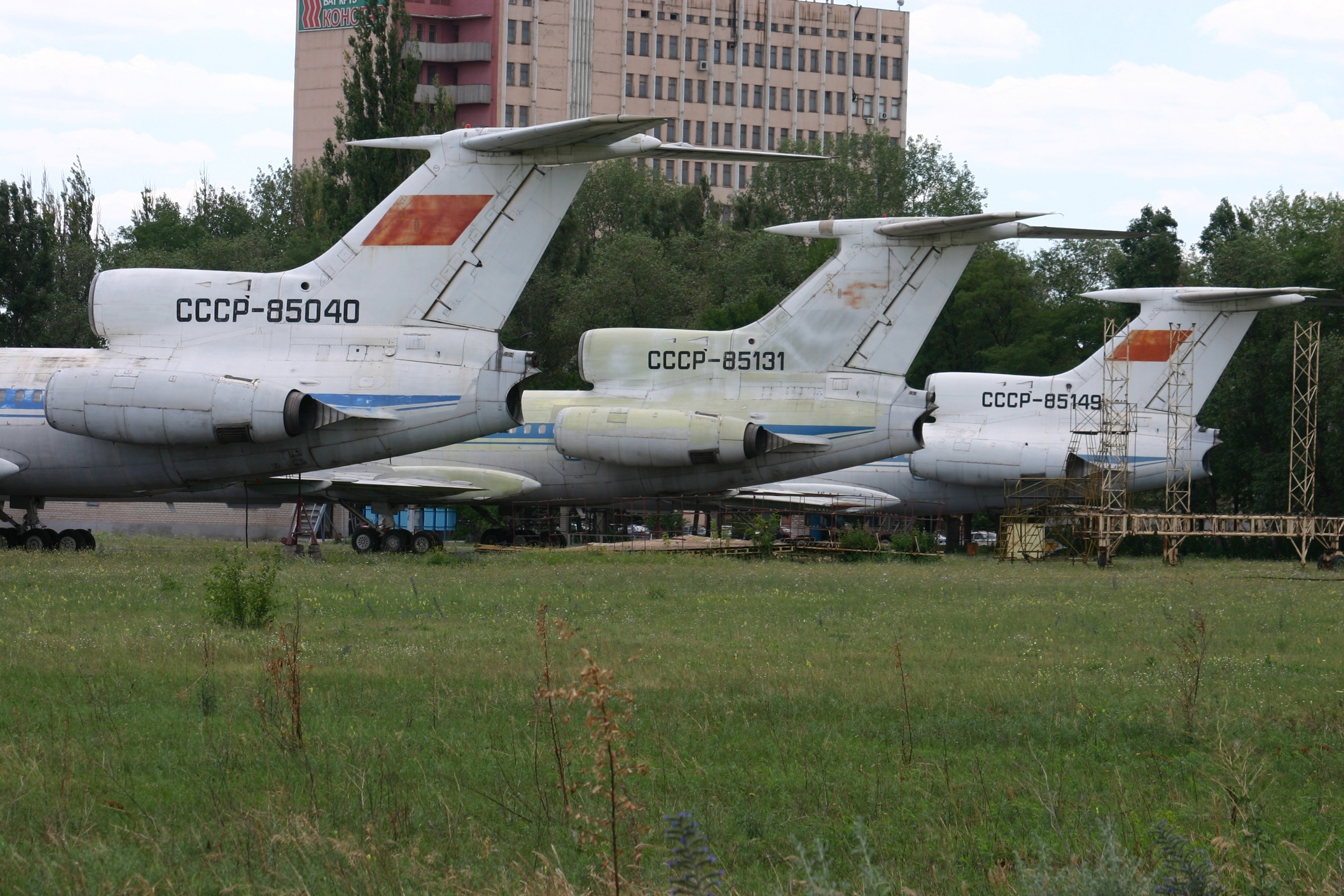
Ту-154
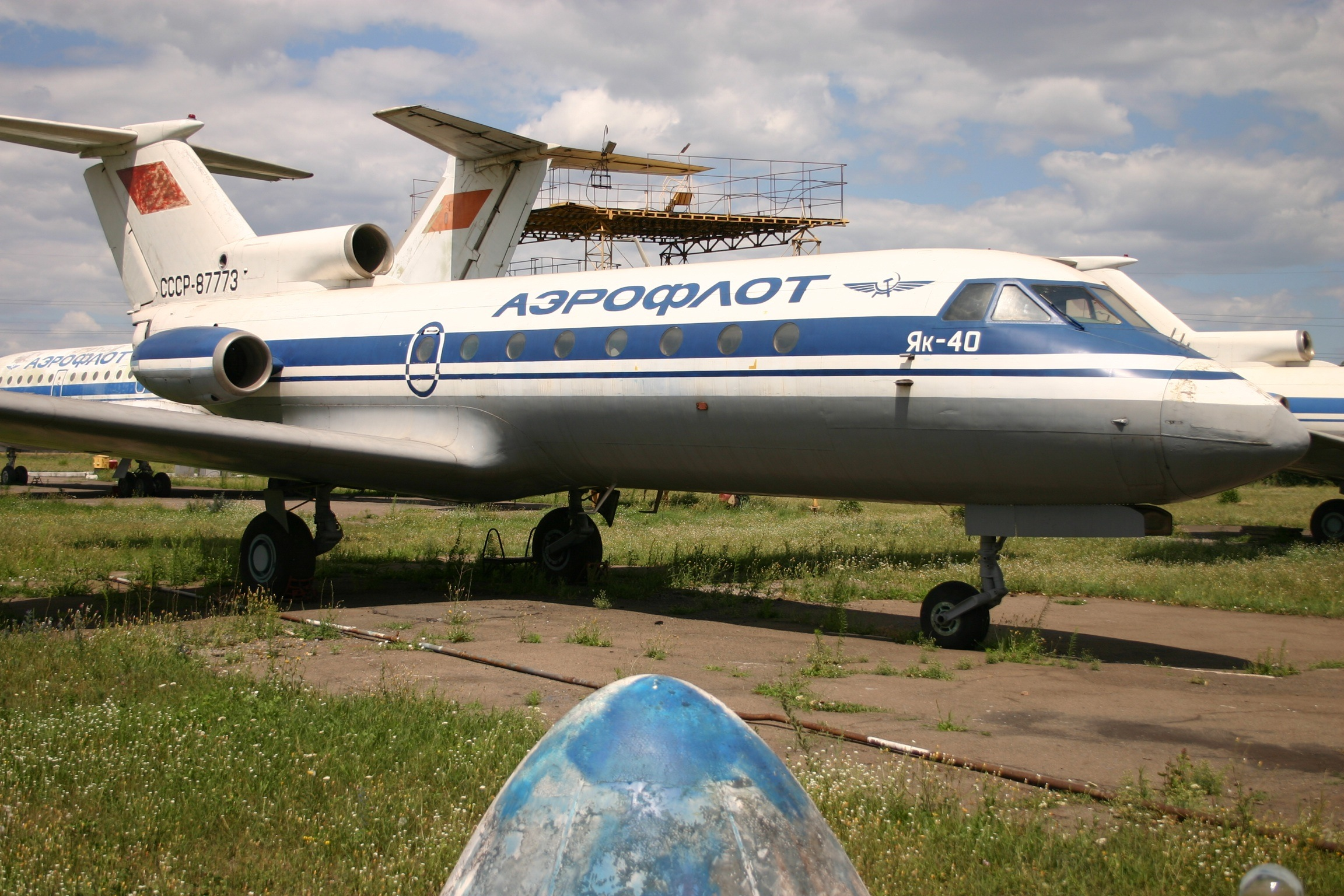
Як-40
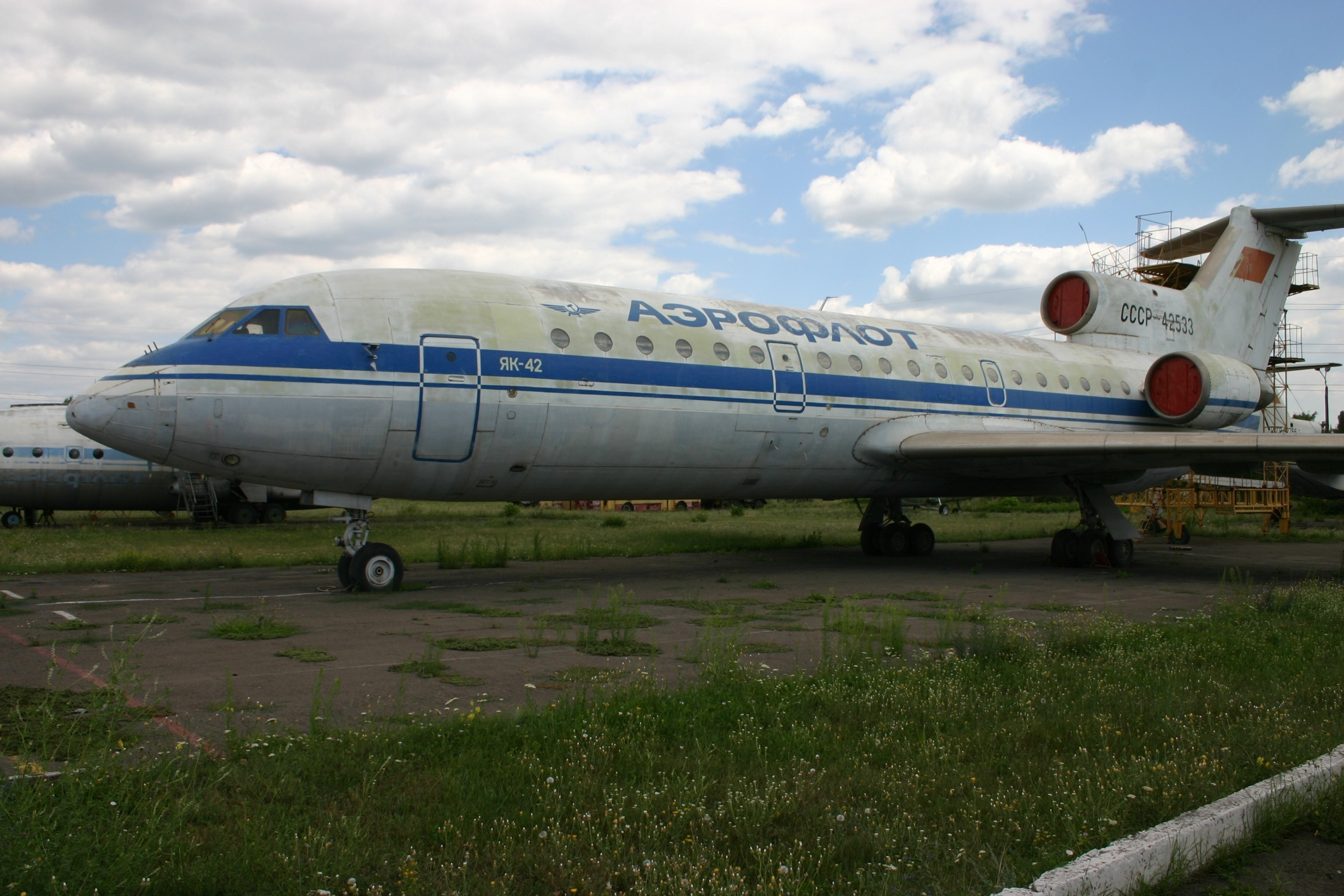
Як-42
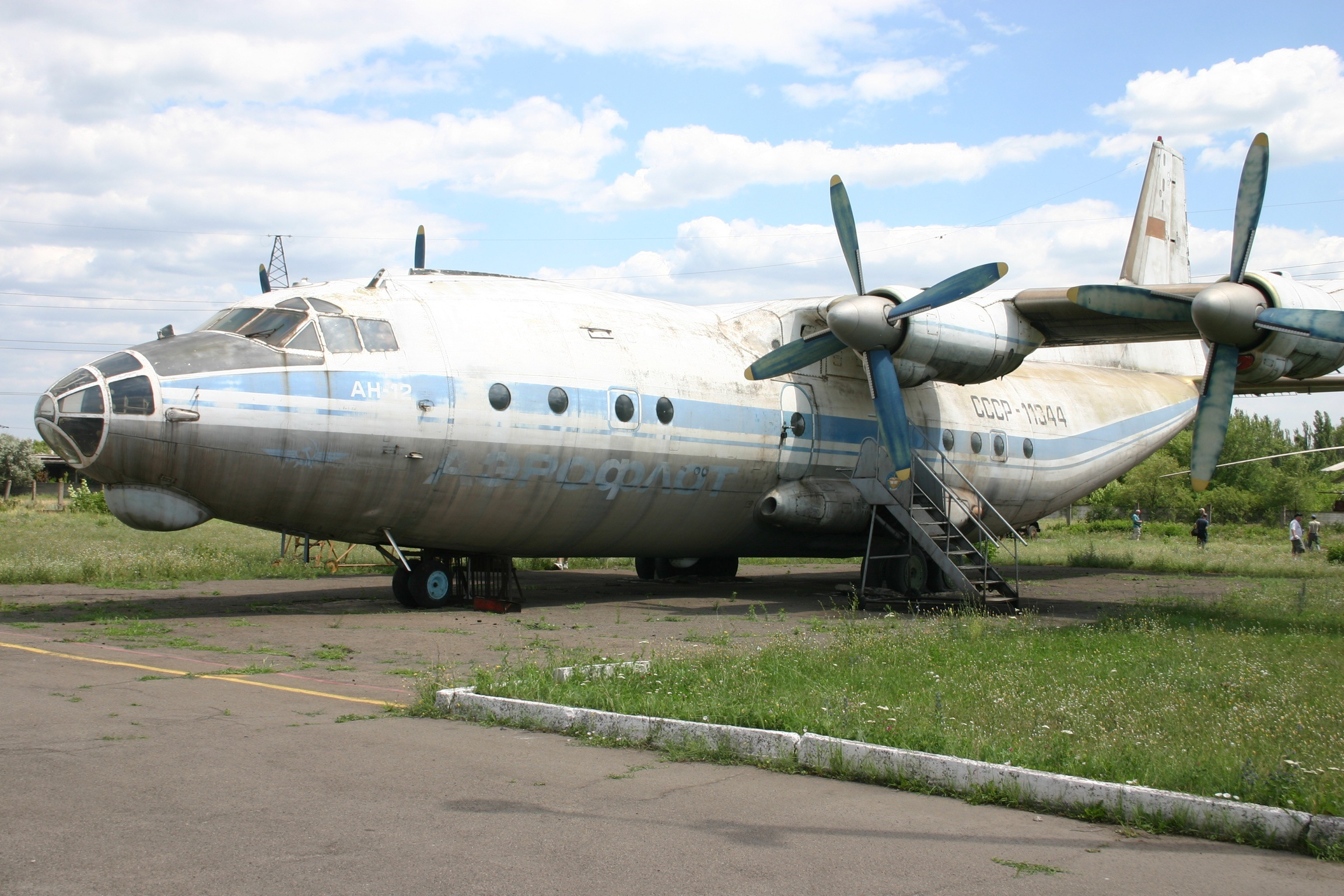
Ан-12
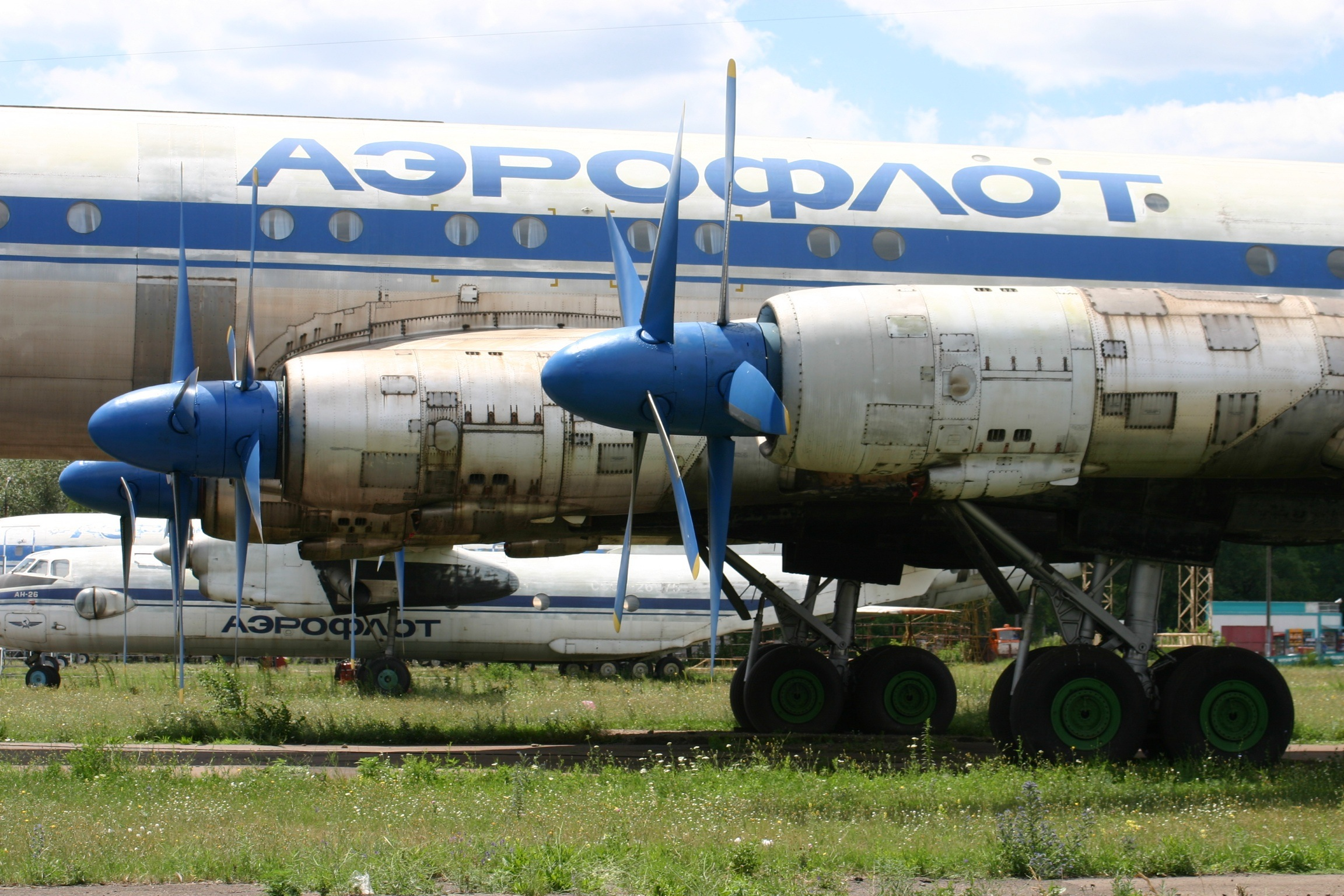
Ту-144
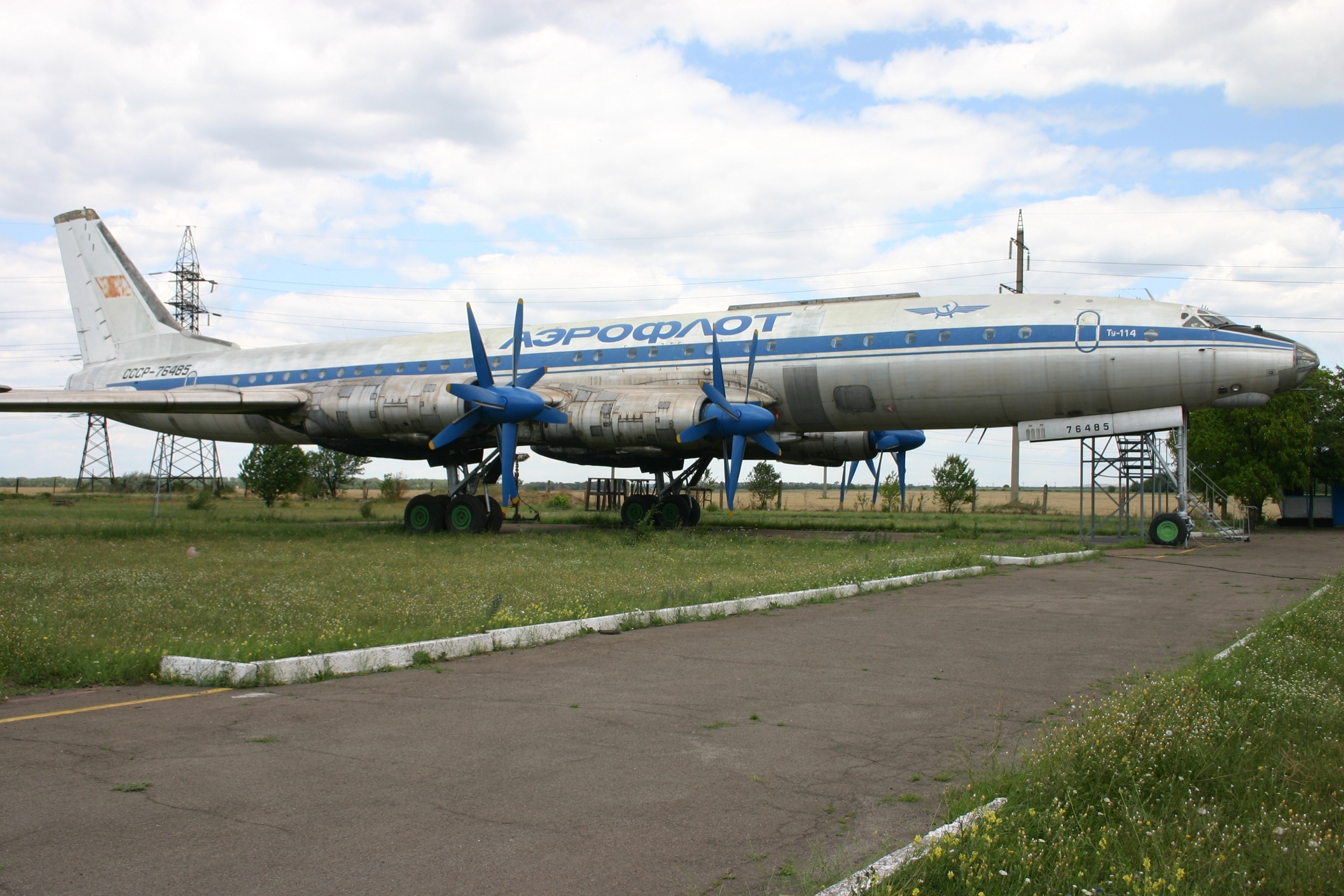
Ту-144
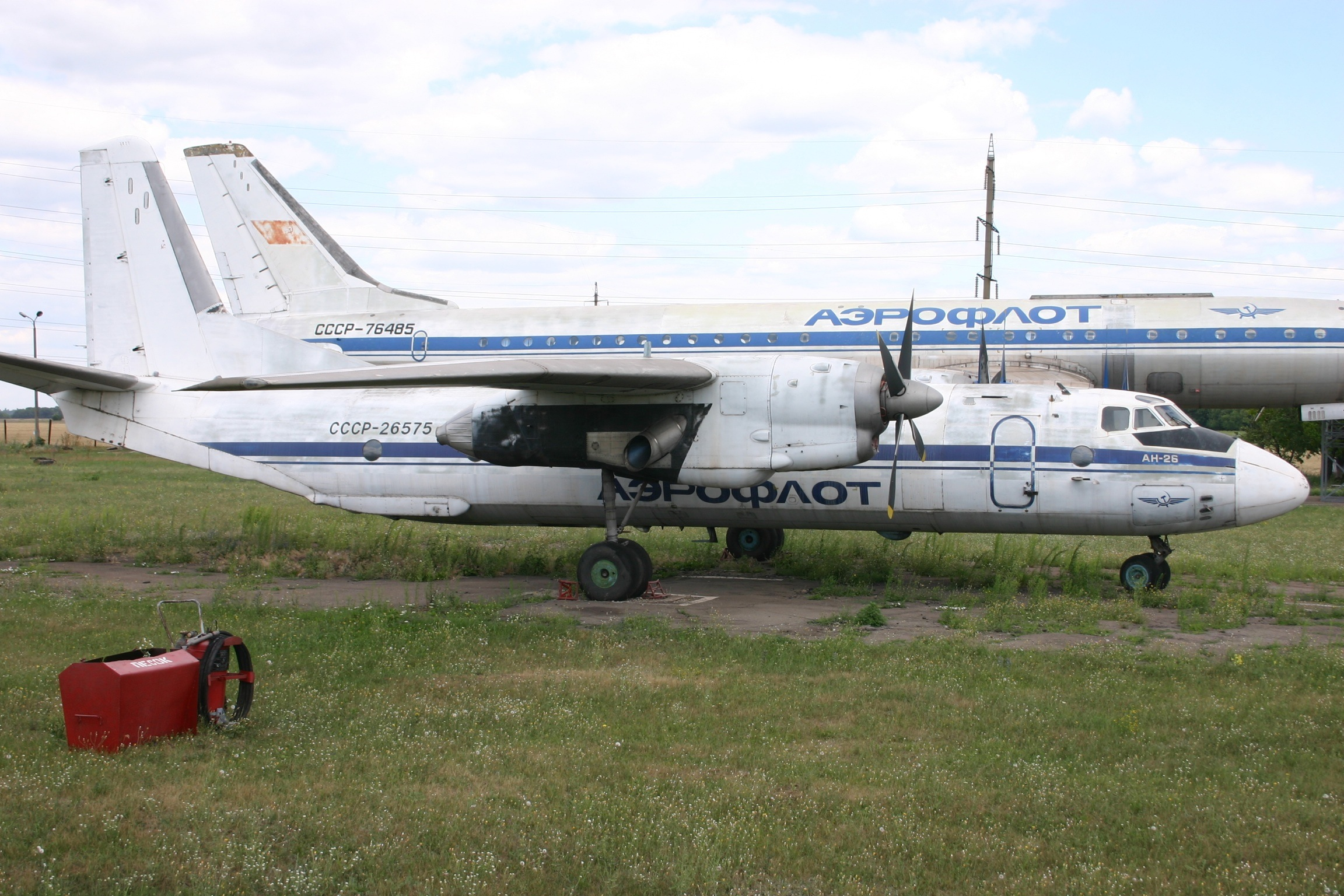
Ан-26

## Місце проживання для іногородніх
На території коледжу є 4 гуртожитки: 1 гуртожиток для дівчат а також 3 для юнаків.

## Фотоальбом

ККНАУ з висоти пташиного польоту
Навчальна АТБ
Гуртожиток №8
Гуртожиток №7
Стадіон
Їдальня